# Remedius von Köln
Remedius war um 627 Kölner Bischof.

## Leben
Bei Gelenius ist mit dem 18. Januar ein unbelegtes Todesdatum überliefert. Remedius und sein vorletzter Vorgänger Solatius sind die letzten Träger romanischer Namen im Amt des Kölner Bischofs.